# Сайрус Крісті
Сайрус Крісті (англ. Cyrus Christie, нар. 30 вересня 1992, Ковентрі) — ірландський футболіст, захисник клубу «Дербі Каунті» та національної збірної Ірландії.

## Клубна кар'єра
Народився у англійському місті Ковентрі. Прадід Крісті, Патрік Мелоун, відомий ірландський футболіст 1920-х років, відомий виступами за «Шемрок Роверс». Сайрус був вихованцем футбольного клубу «Ковентрі Сіті». У дорослій команді дебютував 10 серпня 2010 року в матчі кубка ліги проти клубу «Моркем» (0:2). У січні 2011 року на правах оренди перейшов в «Нанітон Таун» з Північної Конференції, але встиг зіграти лише 5 матчів, і «Ковентрі Сіті» відкликав його назад. Потім в лютому цього ж року Крісті знову пішов в оренду в цілях отримання ігрового часу і досвіду, цього разу в «Гінклі Юнайтед» з того ж дивізіону і зіграв у клубі 7 матчів.
Повернувшись у «Ковенрті», з сезону 2011/12 став основним гравцем рідної команди і залишився виступати за неї навіть після вильоту клубу до Першої ліги, де і грав аж до літа 2014 року, поки у футболіста не завершився контракт. За цей час він провів 119 матчів у всіх турнірах і забив 4 голи.
В липні 2011 року уклав контракт з «Дербі Каунті» з Чемпіоншіпу. Дебютував у клубі 9 серпня в матчі проти «Ротерем Юнайтед». Відтоді встиг відіграти за клуб з Дербі 80 матчів в національному чемпіонаті.

## Виступи за збірну
Крісті хоч і є уродженцем Англії, але має ірландське коріння по лінії діда, що дало йому право виступати за національну збірну Ірландії. У жовтні 2014 року на Крісті звернув увагу тренер збірної Ірландії Мартін О'Ніл і 10 листопада Крісті був запрошений у збірну для участі в матчі відбіркового турніру чемпіонату Європи 2016 року проти збірної Шотландії та товариського матчу зі збірною США.
18 листопада 2014 року Крісті дебютував у збірній у матчі проти США (4:1). Свій перший гол за збірну Крісті забив у своєму другому матчі проти збірної Гібралтару.
У складі збірної був учасником чемпіонату Європи 2016 року у Франції.
Наразі провів у формі головної команди країни 5 матчів, забивши 1 гол.